# Johann Zehetmayr
Johann Zehetmayr (2. října 1839 Sankt Marienkirchen an der Polsenz – 6. ledna 1906 Bruck-Waasen) byl rakouský politik německé národnosti, v 2. polovině 19. století poslanec Říšské rady z Horních Rakous.

## Biografie
Působil jako hospodář v Peuerbachu.
Byl veřejně a politicky aktivní. Od roku 1873 až do roku 1906 působil jako starosta obce Bruck-Waasen. V roce 1870 byl poprvé zvolen za poslance Hornorakouského zemského sněmu za kurii venkovských obcí, obvod Schärding. Zastupoval konzervativce. Mandát obhájil v roce 1871. Opětovně se poslancem zemského sněmu stal i v roce 1877, 1878, 1884, 1890, 1897 a 1902. Poslancem zemského sněmu byl až do své smrti roku 1906, po celou dobu jako konzervativec za obvod Schärding.
Od září do října 1871 byl rovněž členem zemského výboru. Opětovně patřil do zemského výboru od roku 1896 do roku 1906.
Působil taky jako poslanec Říšské rady (celostátního parlamentu Předlitavska), kam nastoupil ve volbách roku 1879 za kurii venkovských obcí v Horních Rakousích, obvod Schärding, Eferding atd. Mandát zde obhájil v řádných volbách roku 1885, volbách roku 1891, volbách roku 1897 a volbách roku 1901. Ve vídeňském parlamentu zasedal až do své smrti roku 1906. Pak ho nahradil Johann Eisterer. Ve volebním období 1879–1885 se uvádí jako Johann Zehetmayr, hospodář, bytem Peuerbach.
Po volbách roku 1879 se uvádí jako konzervativec. Zpočátku patřil do konzervativního Hohenwartova klubu (tzv. Strana práva). Koncem listopadu 1881 přešel do nově utvořeného tzv. Liechtensteinova klubu (oficiálně nazývaný Klub středu, Zentrumsklub). Za něj byl zvolen i roku 1885. V roce 1894 se uvádí v přehledu poslanců jako konzervativní Němec. V listopadu 1895 přešel na Říšské radě do nové poslanecké frakce Katolické lidové strany. I k roku 1897 byl členem Katolické lidové strany.
Zemřel v lednu 1906 po dlouhé nemoci.